# Ban Bí thư Ban Chấp hành Trung ương Đảng Cộng sản toàn Liên bang khóa XV (1927–1930)
Ban Bí thư Ban Chấp hành Trung ương Đảng Cộng sản toàn Liên bang khóa XV (1927–1930) được bầu tại Hội nghị Trung ương lần thứ nhất của Ban chấp hành Trung ương Đảng Cộng sản toàn Liên bang (Bolsheviks) khóa XV được tổ chức ngày 19/12/1927.

## Ủy viên chính thức
| Tên (sinh–mất)                 | Bắt đầu    | Kết thúc  | Thời gian       | Ghi chú                                                                                         |
| ------------------------------ | ---------- | --------- | --------------- | ----------------------------------------------------------------------------------------------- |
| Karl Baumann (1892–1937)       | 29/4/1929  | 13/7/1930 | 1 năm, 75 ngày  | Bầu tại Hội nghị toàn thể lần thứ 4.                                                            |
| Lazar Kaganovich (1893–1991)   | 12/7/1928  | 13/7/1930 | 2 năm, 1 ngày   | Bầu tại Hội nghị toàn thể lần thứ 2.                                                            |
| Stanislav Kosior (1889–1939)   | 19/12/1927 | 12/7/1928 | 206 ngày        | Miễn nhiệm tại Hội nghị toàn thể lần thứ 2.                                                     |
| Nikolai Kubiak (1881–1937)     | 19/12/1927 | 11/4/1928 | 104 ngày        | Miễn nhiệm tại Hội nghị toàn thể chung lần thứ 1 Trung ương Đảng và Ủy ban Kiểm tra Trung ương. |
| Vyacheslav Molotov (1890–1986) | 19/12/1927 | 13/7/1930 | 2 năm, 196 ngày | Bí thư thứ 2 Ban Bí thư.                                                                        |
| Nikolai Uglanov (1886–1937)    | 19/12/1927 | 29/4/1929 | 1 năm, 121 ngày | Miễn nhiệm tại Hội nghị toàn thể lần thứ 4.                                                     |
| Alexander Smirnov (1878–1938)  | 11/4/1928  | 13/7/1930 | 2 năm, 93 ngày  | Bầu tại Hội nghị toàn thể chung lần thứ 1 Trung ương Đảng và Ủy ban Kiểm tra Trung ương.        |
| Joseph Stalin (1878–1953)      | 19/12/1927 | 13/7/1930 | 2 năm, 196 ngày | Bầu Tổng Bí thư tại Hội nghị toàn thể lần thứ 1.                                                |

## Ủy viên dự khuyết
| Tên (sinh–mất)                    | Bắt đầu    | Kết thúc  | Thời gian       | Ghi chú                              |
| --------------------------------- | ---------- | --------- | --------------- | ------------------------------------ |
| Aleksandra Artyukhina (1889–1969) | 19/12/1927 | 13/7/1930 | 2 năm, 196 ngày | —                                    |
| Karl Baumann (1892–1937)          | 19/12/1927 | 29/4/1929 | 1 năm, 131 ngày | Bầu tại Hội nghị toàn thể lần thứ 4. |
| Andrei Bubnov (1883–1938)         | 19/12/1927 | 13/7/1930 | 2 năm, 196 ngày | —                                    |
| Ivan Moskvin (1890–1937)          | 19/12/1927 | 13/7/1930 | 2 năm, 196 ngày | —                                    |